# 变频传动
变频传动是一種通过改变输入电源频率的方式来控制交流电动机的技术。使用变频传动的裝置一般稱為变频器。
变频器通常分为两部分：整流单元和逆变器。整流单元将交流电转化为直流电。逆变器使用电子开关将直流电转化成需要频率的方波，多此叠加成为近似正弦交流电，驱动电动机。